# Festuca laevigata
Festuca laevigata là một loài thực vật có hoa trong họ Hòa thảo. Loài này được Gaudich. mô tả khoa học đầu tiên năm 1808.